# Evacuate the Dancefloor (Cascada-dal)
Az "Evacuate the Dancefloor" a Cascada első kislemeze az azonos nevű albumról. Csoport tagja Yanou és gyakori munkatársa Allan Eshuijs írta a dalt.

## Kritikus vétel
A kritikusi vélemény szinte pozitív volt. Dicsérték a Cascada stílusváltását, a jobb szöveget .
Egy interjú során, Natalie Horler elmondta, hogy a sok év tapasztalat és sok munka vezetett el az ekkora világsikerig. 

## Összehasonlítás  Lady Gaga-val
A dal sikeressége után sokan Lady Gaga stílusához kezdték a dalt hasonlítani. Natalie erre csak lazén válaszolt:
" Ez nem stíluslopás volt. A dalok írása 2008 elejétől a közepéig tartott és ez a dal volt megírva azt hiszem másodiknak. Amikor megjelentettük a dalt, Lady Gaga még nem volt ismert.  Valaki azt mondta nekem, hogy olvassa el az interneten, hogy mi inspirálta őt valójában. Nem tudom, ha ez igaz, de csodálatos lenne. Már már körülbelül egy hosszú idő, és mi keményen dolgoztunk a sikerért... "

## Helyezés
A dal megjelenése után nem sokkal nagyon felkapott lett. Mindjárt a második helyre ugrott az új-zélandi Singles Chart-on. Ott nyolc hét után több mint 7500 példányban került értékeítésre. Németországban is debütált a 6. később az 5. helyen. 
Angliában a dal nagy sikereket aratott:
Megjelenése után egy nappal az első helyre ugrott, ezzel kiszorítva Michael Jckson dalait onnan.

## Dallista
- Német Amazon MP3/Musicload

1. "Evacuate the Dancefloor" (Radio Edit)
2. "Evacuate the Dancefloor" (Extended Mix)
3. "Evacuate the Dancefloor" (Wideboys Remix)
4. "Evacuate the Dancefloor" (Chriss Ortega Bigroom Remix)
5. "Evacuate the Dancefloor" (Rob Mayth Remix)

- Német iTunes

1. "Evacuate the Dancefloor" (Radio Edit)
2. "Evacuate the Dancefloor" (Extended Mix)
3. "Evacuate the Dancefloor" (Wideboys Remix)
4. "Evacuate the Dancefloor" (Chriss Ortega Bigroom Remix)
5. "Evacuate the Dancefloor" (Rob Mayth Remix)
6. "Evacuate the Dancefloor" (Frisco Remix)
7. "Evacuate the Dancefloor" (Music Video)

- Német download release (Acoustic Mixes) (Amazon MP3)

1. "Evacuate the Dancefloor" (Unplugged)
2. "Evacuate the Dancefloor" (Buena Vista Mix)

- UK iTunes EP 1

1. "Evacuate the Dancefloor" (Radio Edit)
2. "Evacuate the Dancefloor" (Cahill Remix)
3. "Evacuate the Dancefloor" (Wideboys Remix)
4. "Evacuate the Dancefloor" (Ultrabeat Remix)

- UK iTunes EP 2

1. "Evacuate the Dancefloor" (Extended Mix)
2. "Evacuate the Dancefloor" (Rob Mayth Remix)
3. "Evacuate the Dancefloor" (Chriss Ortega Bigroom Remix)
4. "Evacuate the Dancefloor" (Frisco Remix)

- UK digital download release

1. "Evacuate the Dancefloor" (Radio Edit)
2. "Evacuate the Dancefloor" (Extended Mix)
3. "Evacuate the Dancefloor" (Wideboys Remix)
4. "Evacuate the Dancefloor" (Ultrabeat Remix)
5. "Evacuate the Dancefloor" (Rob Mayth Remix)
6. "Evacuate the Dancefloor" (Frisco Remix)
7. "Evacuate the Dancefloor" (Chriss Ortega Bigroom Remix)

|
- UK CD single

1. "Evacuate the Dancefloor" (Radio Edit)
2. "Evacuate the Dancefloor" (Extended Mix)

- UK club promo CD single

1. "Evacuate the Dancefloor" (Radio Edit)
2. "Evacuate the Dancefloor" (Extended Mix)
3. "Evacuate the Dancefloor" (Lockout's Mirrorball Mix)
4. "Evacuate the Dancefloor" (Wideboys Mix)
5. "Evacuate the Dancefloor" (Ultrabeat Mix)
6. "Evacuate the Dancefloor" (Frisco Mix)
7. "Evacuate the Dancefloor" (Rob Mayth Mix)
8. "Evacuate the Dancefloor" (Wideboys' "Look Who's Back" Dub)

- US maxi CD single

1. "Evacuate the Dancefloor" (Radio Edit)
2. "Evacuate the Dancefloor" (Wideboys Radio Edit)
3. "Evacuate the Dancefloor" (Cahill Edit)
4. "Evacuate the Dancefloor" (Chriss Ortega Bigroom Radio Edit)
5. "Evacuate the Dancefloor" (Extended Mix)
6. "Evacuate the Dancefloor" (Wideboys Remix)
7. "Evacuate the Dancefloor" (Cahill Remix)
8. "Evacuate the Dancefloor" (Chriss Ortega Bigroom Remix)
9. "Evacuate the Dancefloor" (Frisco Remix)
10. "Evacuate the Dancefloor" (Wideboys Dub)

- US iTunes exclusive: The International Mixes (and more)

1. "Evacuate the Dancefloor" (Rob Mayth Edit)
2. "Evacuate the Dancefloor" (Ultrabeat Edit)
3. "Evacuate the Dancefloor" (PH Elektro Edit)
4. "Evacuate the Dancefloor" (Rob Mayth Mix)
5. "Evacuate the Dancefloor" (Ultrabeat Mix)
6. "Evacuate the Dancefloor" (PH Elektro Mix)
7. "Evacuate the Dancefloor" (Lockout’s Mirrorball Mix)
8. "Evacuate the Dancefloor" (Unplugged Live!)
9. "Evacuate the Dancefloor" (Buena Vista Edit)
10. "Faded" (Wideboys Miami House Mix)
11. "Just Like a Pill"
12. "Sk8er Boi"